# عین بسام
عین بسام (به عربی: عین بسام) یک شهرداری در الجزایر است که در استان بویره واقع شده‌است.

## خصوصیات
عین بسام ۳۶٬۸۳۰ نفر جمعیت دارد.